# AFC Leopards
Maillots
Actualités
L'AFC Leopards SC est un club kényan de football fondé le 12 mars 1964 et basé à Nairobi.

## Historique
- 1964 : fondation du club sous le nom de Abaluhya FC
- 1980 : le club est renommé AFC Leopards

## Palmarès
- Championnat du Kenya (12)
  - Champion : 1966, 1967, 1970, 1973, 1980, 1981, 1982, 1986, 1988, 1989, 1992 et 1998
- Coupe du Kenya (10)
  - Vainqueur : 1967, 1968, 1984, 1985, 1991, 1994, 2001, 2009, 2013, 2017
  - Finaliste : 1987, 1989, 1997, 2000 et 2021
- Supercoupe du Kenya
  - Finaliste : 2010 et 2018
- Coupe CECAFA (5)
  - Vainqueur : 1979, 1982, 1983, 1984 et 1997

Ancien logo

  - Finaliste : 1974, 1980 et 1985

## Anciens entraîneurs
- Charles Gyamfi (1988–1991)
- Jan Koops  (2012)
- Luc Eymael (2013)
- Hendrik Pieter de Jongh (2014)
- Zdravko Logarušić (2015)
- Jan Koops (2016)
- Ivan Minnaert (2016)
- Stewart Hall (2016–2017)
- Dorian Marin (2017)
- Robert Matano  (2017–2018)
- Rodolfo Zapata (2018)
- Nikola Kavazović (2018)